# Alyxia menglungensis
Alyxia menglungensis är en oleanderväxtart som beskrevs av Ying Tsiang och P.T. Li. Alyxia menglungensis ingår i släktet Alyxia och familjen oleanderväxter. Inga underarter finns listade i Catalogue of Life.